# Selice
Selice jsou obec na Slovensku v okrese Šaľa v Nitranském kraji. Žije v nich přibližně 2 800 obyvatel. První písemná zmínka o vesnici pochází z roku 1078, kdy byla uvedena pod názvem Seleuch.

## Pamětihodnosti
- Ve vsi stojí římskokatolický kostel sv. Michala Archanděla z roku 1785.
- Do katastrálního území obce zasahuje přírodní památka Bábske jazierko.

## Osobnosti
V Selicích se narodil Tomáš Galis, slovenský římskokatolický biskup.